# Carlo Mossy
Moisés Abrão Goldszal, conhecido como Carlo Mossy (Tel Aviv, 27 de outubro de 1946), é um ator, diretor, roteirista e produtor brasileiro. Ficou famoso na década de 1970 por produzir e protagonizar diversos filmes do gênero pornochanchada, o que lhe rendeu a alcunha informal de O Rei da Pornochanchada.

## Biografia
Nascido como Moshe Abraham Goldszal em Tel Aviv, filho de judeus poloneses refugiados da Segunda Guerra, Mossy chegou ao Brasil aos 2 anos. Originalmente, viria a se chamar Stanislaw, porém o médico rabino do Hospital Hadassah, onde Mossy nasceu, indicou a seus pais que ele se chamasse Moshe Abraham (que em português é Moisés Abrão), por ser um "nome de judeu".
Na década de 1960, ao salvar o marchand Fernand Legros de se afogar na praia de Copacabana, Mossy recebeu do milionário em agradecimento, durante três anos, recursos para estudar cinema, teatro e música na França, nos Estados Unidos e na Inglaterra. Durante esses três anos, Mossy manteve um relacionamento afetivo com Legros. Nesse período conheceu grandes estrelas de cinema e diretores famosos como Alec Guiness e Roman Polansky.
No final dos anos 1960, Mossy voltou ao Brasil, onde colocou em prática o que aprendera. Como ator, estreia em Copacabana me engana, de 1968. Em 1972 cria a Vidya Produções, produzindo, dirigindo e atuando de forma independente na cena cinematográfica da época. Embora sua especialidade fossem as comédias eróticas, a chamada pornochanchada, investiu também em filmes policiais e até infantis.
Mossy fala fluentemente, além do português, o espanhol, inglês, francês, polonês e se comunica com facilidade em italiano e alemão.
Mossy é pluridesportista até os dias de hoje e no futevôlei ele encontra a sua melhor forma.
Passou alguns anos longe das telas e dos holofotes da mídia, retornando em 2003 com um papel no filme O Homem do Ano e aparições em novelas e longa-metragens.
Graças ao Canal Brasil, seus filmes são vistos e reavaliados por uma nova geração de pesquisadores, cinéfilos e críticos. Coroando esse movimento, em fevereiro de 2006 foi exibida uma retrospectiva de sua obra no Cine Odeon, Rio de Janeiro, durante quinze dias ininterruptos.

## Filmografia

### Televisão
| Ano     | Título                             | Personagem                | Notas                                |
| ------- | ---------------------------------- | ------------------------- | ------------------------------------ |
| 2021    | Dom                                | General Helleno Cruz      | Episódio:"Parceiros?"                |
| 2016    | Malhação                           | Cafajeste Setentão        |                                      |
| 2016    | A Terra Prometida                  | Assediador de Raabe       |                                      |
| 2015-18 | Magnífica 70                       | Lúcifer Santos            |                                      |
| 2013    | O Rei do Drama                     | Nicolaiev                 |                                      |
| 2013    | Salve Jorge                        | Mafioso                   |                                      |
| 2012    | As Brasileiras                     | Frederico                 | Episódio: "A Reacionária do Pantanal |
| 2011    | Araguaia                           | Lauro                     |                                      |
| 2010    | Tempos Modernos                    | Marido na Ópera           |                                      |
| 2009    | Filhos do carnaval                 | Juiz Feitosa              |                                      |
| 2008    | Larica Total                       | —                         |                                      |
| 2008    | Profissão Voyeur                   | —                         |                                      |
| 2008    | Malhação                           | Daniel Viveiros           |                                      |
| 2008    | Dicas de Um Sedutor                | Jonas                     | Episódio:"Embarangada"               |
| 2008    | Dicas de Um Sedutor                | Lutador                   | Episódio: "Amor e Fantasia"          |
| 2008    | Queridos Amigos                    | Macedo                    |                                      |
| 2007    | Vidas Opostas                      | Professor Boáz            |                                      |
| 2007    | Sete Pecados                       | Sálvio                    |                                      |
| 2007    | Amazônia, de Galvez a Chico Mendes | Comandante                |                                      |
| 2006    | Páginas da Vida                    | Galvão                    |                                      |
| 2006    | Minha Nada Mole Vida               | Beto                      | Episódio: "Que Vença o Melhor "      |
| 2005    | Carandiru, Outras Histórias        | Walter                    |                                      |
| 2005    | A Lua Me Disse                     | Nocaute Jackson / Josimar |                                      |

### Cinema
| Ano  | Título                                    | Personagem         | Notas          |
| ---- | ----------------------------------------- | ------------------ | -------------- |
| 2020 | Benjamim Zambraia e o Autopanóptico       | Homem das cavernas |                |
| 2017 | Ódio                                      | Delegado           |                |
| 2013 | Boa Sorte, Meu Amor                       | Pai de Maria       |                |
| 2013 | Réquiem para Laura Martin                 | Dr. Guilherme      |                |
| 2012 | O vazio está cheio de Nada e o Nada Vazio | Filantropo         |                |
| 2012 | O Terno do Zé                             | Flávio             | Curta-metragem |
| 2011 | A Despedida                               | seu Francisco      |                |
| 2009 | De Velha Basta Eu                         | Namorado           | Curta-metragem |
| 2009 | Cataldo convida                           | —                  | Curta-metragem |
| 2009 | Ligação                                   | Delegado Feitosa   |                |
| 2009 | Catarses                                  | O Velho            |                |
| 2008 | Luz de velas                              | Pai                |                |
| 2008 | Cleópatra                                 | Profeta            |                |
| 2008 | Aporias Conjuminadas                      | —                  |                |
| 2008 | Ego e as Estrelas também                  | Pai                | Curta-metragem |
| 2007 | A Volta do Regresso                       | Costão             | Curta-metragem |
| 2007 | Sarcófago Macabro                         | Mr.Stone           |                |
| 2007 | Meu Nome É Dindi                          | Açougueiro         |                |
| 2005 | Cafuné                                    | Carlos             |                |
| 2003 | O Homem do Ano                            | Delegado Santana   |                |
| 1989 | Solidão, uma Linda História de Amor       | —                  |                |
| 1986 | As Sete Vampiras                          | Luís Terra         |                |
| 1983 | Giselle                                   | Ângelo             |                |
| 1981 | O Sequestro                               | Detetive Vilarinho |                |
| 1978 | Manicures a Domicílio                     | Repórter           |                |
| 1977 | Ódio                                      | Roberto            |                |
| 1976 | As Granfinas e o Camelô                   | Zé Maria           |                |
| 1975 | Com as Calças na Mão                      | Reg                |                |
| 1975 | Lucíola, o Anjo Pecador                   | Paulo              |                |
| 1975 | Quando as Mulheres Querem Provas          | Bira               |                |
| 1974 | Essa Gostosa Brincadeira a Dois           | Carlos             |                |
| 1973 | Como É Boa Nossa Empregada                | Honorinho          |                |
| 1973 | Oh! que delícia de Patrão                 | Rodolfo            |                |
| 1972 | Viver de Morrer                           | Carlos             |                |
| 1971 | Lua-de-Mel e Amendoim                     | Serginho           |                |
| 1971 | Soninha Toda Pura                         | Betinho            |                |
| 1971 | Quando as Mulheres Paqueram               | Rodrigo            |                |
| 1970 | Estranho Triângulo                        | Durval             |                |
| 1969 | A Penúltima Donzela                       | Pedro              |                |
| 1968 | Copacabana Me Engana                      | Marquinhos         |                |

Como Diretor
- 2014 - Só Pelo amor Vale a Vida
- 2011 - Garota de Ipenama - o Bar
- 1979 - As 1001 posições do amor
- 1979 - Bonitas e gostosas
- 1978 - As taradas atacam
- 1976 - As Massagistas Profissionais

## No Teatro
- 1967 - Espírito da coisa (Claudio Barreto e Carlo Mossy)
- 1967 - Quarenta quilates(Barillet & Gredy)
- 1966 - Sim mamãe! (Claudio Barreto e Carlo Mossy)
- 1966 - Nana (Yves Furet)
- 1965 - Fantasio(Alfred de Musset)